# Romeu Tuma
Romeu Tuma (San Paolo, 4 ottobre 1931 – San Paolo, 26 ottobre 2010) è stato un politico brasiliano.